# Mesnil-Roc’h
Mesnil-Roc’h – gmina we Francji, w regionie Bretania, w departamencie Ille-et-Vilaine. W 2013 roku liczba ludności wynosiła 4157 mieszkańców. 
Gmina została utworzona 1 stycznia 2019 roku z połączenia trzech ówczesnych gmin: Lanhélin, Saint-Pierre-de-Plesguen oraz Tressé. Siedzibą gminy została miejscowość Saint-Pierre-de-Plesguen. 